# Потуловська
Поту́ловська (рос. Потуловская) — присілок у складі Верховазького району Вологодської області, Росія. Входить до складу Нижньо-Вазького сільського поселення.

## Населення
Населення — 27 осіб (2010; 49 у 2002).
Національний склад (станом на 2002 рік):
- росіяни — 98 %